# Energydrink

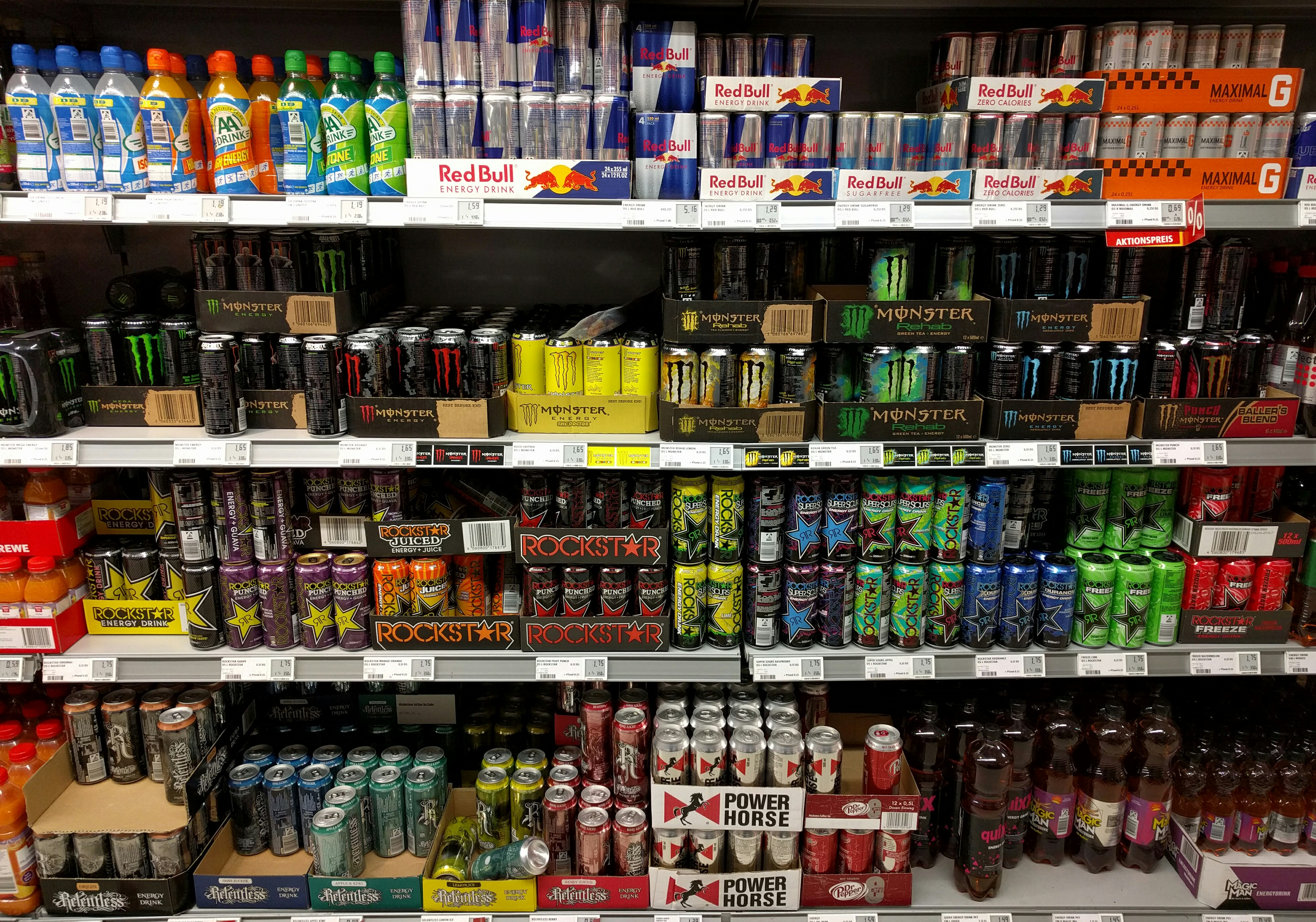
Energydrinks verschiedener Hersteller in einem deutschen Supermarkt

Energydrink, auch Energy-Drink (englisch energy drink; verdeutscht auch Energiegetränk), ist die Bezeichnung für Getränke, die laut Herstellerangaben eine „anregende“ Wirkung auf den Organismus haben sollen.

## Geschichte
Die Idee für diese Getränke stammt aus Japan, wo nach dem Zweiten Weltkrieg japanischen Piloten Taurin zur Verbesserung der Sehleistung verabreicht wurde. Folglich kamen dort Energydrinks wie Lipovitan-D in Mode. Aus Asien (genauer: aus Thailand) importierte später auch der Vermarkter von Red Bull, Dietrich Mateschitz, die Idee nach Europa und wurde damit Ende der 1980er Jahre vor allem durch geschicktes Marketing in der alternativen Jugend- und Club-Szene (Techno, Mountainbiking, Snowboarding) sehr erfolgreich.
Auf dem Weltmarkt werden jährlich ca. fünf Milliarden Liter Energydrinks verkauft, davon hat Red Bull derzeit einen Marktanteil von ca. 20 bis 25 %. In Deutschland trinken 3,2 % der Bürger mindestens einmal pro Woche einen Energydrink, 76,3 % konsumieren Energydrinks laut der Studie „Typologie der Wünsche“ dagegen nie bzw. so gut wie nie.

## Bestandteile und Inhaltsstoffe

1,5-Liter-Flasche des Energydrinks „Magic Man“

In der Regel hat ein Energydrink folgende Inhaltsstoffe (je nach Marke unterschiedlich):
- Wasser
- Zucker, bei zuckerfreien Varianten Süßstoff
- Kohlensäure
- Koffein (oft auch in Form von Guaraná)
- Taurin
- Glucuronolacton
- Vitamine (häufig aus der Gruppe der B-Vitamine, Inosit)
- Mineralstoffe
- Natürliche, naturidentische oder synthetische Aromastoffe
- Farbstoffe

Die Marketingbotschaft dieser Getränke betont den belebenden Effekt, der hauptsächlich durch das enthaltene Koffein erzielt wird. Energydrinks sind oft sehr energiereich; der enthaltene Zucker kann zusätzlich kurzfristig die Leistungsfähigkeit erhöhen. Einige Hersteller haben zuckerfreie Varianten herausgebracht, denen damit jedoch ein wesentlicher Energieträger fehlt. Die zuckerfreie Variante von Red Bull hat z. B. nur noch 14 kJ je 100 ml (zum Vergleich: 188 kJ in der zuckerhaltigen Variante). Die weiteren Inhaltsstoffe sollen laut den Herstellern ebenfalls die Leistungsfähigkeit steigern, was aber umstritten ist. Der maximal zulässige Koffeingehalt liegt in Deutschland bei 32 mg pro 100 ml. In der Regel liegt der Koffeingehalt von Energydrinks daher bei ca. 80 mg pro Dose (250 ml). Zum Vergleich: Eine Tasse mit 150 ml Filterkaffee enthält ca. 50–100 mg Koffein.
In Deutschland definiert die Fruchtsaft- und Erfrischungsgetränkeverordnung „Energydrink“ als koffeinhaltiges Erfrischungsgetränk, das zusätzlich einen oder mehrere der folgenden Stoffe in folgender Höchstkonzentration je Liter enthält: Taurin (4000 mg), Inosit (200 mg) bzw. Glucuronolacton (2400 mg).

## Leistungseffekte
Der Effekt von Energydrinks ist umstritten. Das enthaltene Koffein wird als „leistungssteigernd“ vermarktet, wobei in der Regel jegliche Aussage darüber vermieden wird, welche „Leistung“ als Bezugsgröße herangezogen wird und wie ihre „Steigerung“ ermittelt werden könnte. Die oftmals von Konsumenten behauptete stimulierende Wirkung von Taurin ist nicht nachgewiesen. Eine einzelne Studie will Einflüsse durch Taurin auf Oxydationsprozesse von Aminosäuren im Stoffwechsel entdeckt haben.

### Mentale Effekte
Energydrinks steigern laut Studien vorübergehend die Reaktionsgeschwindigkeit und das Erinnerungsvermögen bei Gedächtnisaufgaben.

### Sportliche Effekte
Die sportliche Leistungsfähigkeit wird durch Energydrinks zum Teil positiv beeinflusst. Dies dürfte nicht nur auf die Koffeinwirkung, sondern auch auf die Kombination der verschiedenen Inhaltsstoffe zurückzuführen sein.

#### Anaerobe Kraft und Ausdauer
Die anaerobe Leistungsfähigkeit bezeichnet die Muskelleistung, die ohne (oder mit deutlich ungenügender) Sauerstoffversorgung produziert werden kann.
Im Wingate-Test, bei dem auf einem Fahrradergometer für 30 Sekunden mit maximaler Geschwindigkeit gegen einen größeren, konstanten Widerstand getreten wird, ergab sich bei drei Runden mit jeweils zwei Minuten Erholungszeit dazwischen keine Leistungsverbesserung oder -verschlechterung durch Energydrinks.
Auch eine weitere randomisierte Doppelblindstudie mit Studenten ergab keine besseren Wingate-Testleistungen.
Im gewissen Gegensatz dazu stellten Alford u. a. eine Leistungsverbesserung bezüglich der Aufrechterhaltung der maximalen Geschwindigkeit auf dem Fahrradergometer fest.
Bei drei Serien Bankdrücken mit einer Belastung von 70 % der Maximalkraft und einer Pause von jeweils einer Minute dazwischen zeigte sich eine statistisch signifikante Leistungssteigerung in Form von mehr möglichen Wiederholungen durch Energydrinks.

#### Aerobe Ausdauer
Die aerobe Ausdauerleistungsfähigkeit bezeichnet die Leistung, welche mit vollständiger Sauerstoffversorgung produziert werden kann.
Alford u. a. stellten eine statistisch signifikante Verbesserung der Ausdauerleistungsfähigkeit der Fahrradergometerleistung im Bereich von 65 bis 75 % der maximalen Herzfrequenz fest. Auch Geiss u. a. stellten bei Ausdauersportlern eine Verbesserung der aeroben Ausdauer fest, die von der Kombination der Substanzen und dem Vorhandensein von Taurin darin abhingen.
Echokardiografische Untersuchungen an trainierten Ausdauersportlern ergaben einen messbaren Einfluss von Energydrinks auf die Herzmuskelarbeit, der die reine Koffeinwirkung überstieg.
Zur Wirkung des Inhaltsstoffes Koffein alleine liegen zahlreiche Studien vor, die eine Verbesserung der aeroben Langzeitausdauer feststellten (bei 3 bis 9 Milligramm Koffein pro Kilogramm Körpergewicht – dies entspricht ca. 3 bis 9 Dosen bei 80 Kilogramm Körpergewicht), aber auch solche, die keine positiven Effekte fanden. Auch Mittelzeitausdauerbelastungen von 3 bis 8 Minuten, insbesondere solche mit 100 % der maximalen Sauerstoffaufnahme, scheinen von Koffein positiv beeinflussbar zu sein.

#### Schnelligkeit und Koordination
Die Beibehaltung einer maximalen Geschwindigkeit auf dem Fahrradergometer wird durch Energydrinks positiv beeinflusst.

## Gesundheitliche Risiken
Die neueste Risikobewertungsstudie der EFSA (Europäische Behörde für Lebensmittelsicherheit) belegt, dass eine Koffeinzufuhr von bis zu 400 mg pro Tag (das entspricht ungefähr 5,7 mg/kg Körpergewicht bei einer 70 kg schweren Person) als sicher einzustufen ist. Auch für Schwangere, Stillende und Kinder wurden Richtwerte ermittelt: Für schwangere und stillende Frauen gilt, dass eine über den gesamten Tag verteilte Koffein-Aufnahme aus allen Quellen von bis zu 200 mg pro Tag für den Fötus unbedenklich ist. Für Kinder und Jugendliche pendelt sich der Richtwert bei 3 mg/kg Körpergewicht ein und gilt bei dieser Dosierung als unbedenklich.
Dieselbe Studie zeigt auch, dass eine Koffeinzufuhr von 400 mg pro Tag für erwachsene Personen keinerlei gesundheitliche Risiken hervorrufen kann.
Das Bundesinstitut für Risikobewertung warnte vor gesundheitlichen Risiken und forderte Warnhinweise auf den Verpackungen, dass beim Konsum größerer Mengen derartiger Getränke im Zusammenhang mit ausgiebiger sportlicher Betätigung oder mit dem Genuss von alkoholischen Getränken unerwünschte Wirkungen nicht ausgeschlossen werden können und derartige Getränke, insbesondere in größeren Mengen, nicht für Kinder, Schwangere, Stillende und koffeinempfindliche Personen zu empfehlen sind. Vor allem wird im Zusammenhang mit Alkohol oder Sport vor unerwünschten Wirkungen wie Herzrhythmusstörungen, Krampfanfällen oder Nierenversagen insbesondere bei Risikopersonen gewarnt. Eine neue Studie konnte eine veränderte Kontraktilität des Herzmuskels für mindestens eine Stunde nach Genuss eines Energydrinks nachweisen. Deswegen raten Experten bei Kindern und Patienten mit Herzrhythmusstörungen von diesen Getränken ab. In einer australischen Studie konnte der Nachweis erbracht werden, dass der Konsum von Energydrinks bei jungen Erwachsenen zu einer deutlichen Erhöhung der Aggregation von Thrombozyten führt.
Eine Literaturauswertung kam zu dem Schluss, dass die in der wissenschaftlichen Literatur beschriebenen Probleme primär mit dem Koffein zusammenhängen und im Wesentlichen den für diese Substanz bekannten Nebenwirkungen entspricht. Insofern dürfte das Risiko in etwa dem eines entsprechenden Kaffeekonsums entsprechen.
Neuere Untersuchungen der Komponenten der Energydrinks konnten zytotoxische Effekte nachweisen.

### Koffein
Aufgrund des hohen Koffeingehaltes sollten Energydrinks nicht in großen Mengen getrunken werden. Für Kinder und koffeinempfindliche Personen sind Energydrinks nicht geeignet.
Als wesentliche mit dem Koffein zusammenhängende mögliche Probleme werden von Clauson u. a. folgende Symptome genannt: Schlaflosigkeit, Nervosität, Kopfschmerzen, Tachykardie (beschleunigter Puls) sowie selten gar koffeinbedingte Todesfälle.
Nach einer wissenschaftlichen Risikobewertung der EFSA (Europäische Behörde für Lebensmittelsicherheit), ist eine Koffeinaufnahme von bis zu 400 mg pro Tag für die gesunde erwachsene Allgemeinbevölkerung unbedenklich. Für Schwangere werden indessen 200 mg pro Tag als unbedenklich eingestuft.

### Taurin
Zu Taurin finden sich mehrere Studien, die teils zu gegenteiligen Schlüssen kommen. Eine Taurin-Kur von 6 g pro Tag und Person bewirkte bei Probanden eine gesteigerte Leistung bei körperlichen Tätigkeiten durch antioxidantische Effekte. Andere Forschungen zeigen, dass Taurin, in Kombination mit verzweigtkettigen Aminosäuren, Muskelschäden und -müdigkeit reduzieren könnte.
Zum bedenkenlosen Konsum von Taurin gibt es mehrere Studien. Eine von der EFSA (Europäische Behörde für Lebensmittelsicherheit) durchgeführte Studie aus dem Jahr 2007 gibt an, dass ein Konsum von 6 g pro Person und Tag als unbedenklich gilt.
Andere Wissenschaftler geben an, dass eine Dosis von drei Gramm Taurin pro Tag für gesunde Erwachsene kurz- und langfristig als wissenschaftlich gut abgesichert gilt und mit einer großen Sicherheitsreserve versehen als unbedenklich und nebenwirkungsfrei einzustufen ist. Diese Werte (3 g bzw. 6 g) können jedoch bei exzessivem Energydrink-Konsum überschritten werden. Wissenschaftler haben in Tests mit gesunden Erwachsenen auch stark erhöhte Dosen Taurin getestet und kamen zu dem Ergebnis, dass eine kurzzeitige Überdosierung kurzfristig keine Schäden anrichtet, aber über einen längeren Zeitraum auf keinen Fall zu empfehlen ist.
Im Gegensatz zu den Studien heißt es in einer Stellungnahme der DGE: „Die Werbung suggeriert, Taurin als Bestandteil von ‚Energy Drinks‘ fördere beim Menschen sowohl die körperliche als auch die geistige Leistungsfähigkeit. Es sind jedoch bisher keine gut kontrollierten Studien bekannt, die eine positive Wirkung von Taurin-Supplementen auf die körperliche Leistungsfähigkeit oder das Konzentrationsvermögen bei Gesunden und Patienten zeigen. Eine Zufuhr von Taurin kann deshalb derzeit, insbesondere aufgrund der möglicherweise bestehenden gravierenden Nebenwirkungen, nicht empfohlen werden. Bis wissenschaftliche Untersuchungen nicht die Unbedenklichkeit einer zusätzlichen Taurinaufnahme auch bei körperlicher Belastung erbringen, ist gegenteilig, hiervon sogar abzuraten.“.
Eine Auswertung der wissenschaftlichen Literatur von 1980 bis 2007 ergab aber keine Hinweise auf Gesundheits- oder Sicherheitsprobleme durch zusätzliche Inhaltsstoffe wie Taurin oder andere Substanzen und kommt zum Schluss, dass diese normalerweise so niedrig dosiert sind, dass keine Bedenken notwendig sind.

### Zahnschmelzbelastung
Manche Energydrinks können durch einen niedrigen pH-Wert und insbesondere durch eine höhere Pufferkapazität als andere Getränke zu einer Schädigung des Zahnschmelzes beitragen.

### Kombination mit Alkohol
Kritisch ist der Konsum der koffeinhaltigen Getränke in Kombination mit Alkohol, beispielsweise im Getränk Wodka Energy, da beide Stoffe einen starken Flüssigkeitsverlust des Körpers hervorrufen können (Dehydratation). Energydrinks ergeben für den Konsumenten von Alkohol eine gefährliche subjektiv erhöhte Einschätzung der eigenen Leistungsfähigkeit, ohne dass dies objektiv der Fall ist.

## Test durch Öko-Test
Im August 2007 testete die Zeitschrift Öko-Test 20 Energydrinks. Dabei schnitt nur ein Bio-Energydrink der Marke Mad Bat mit „gut“ ab, alle anderen Getränke wurden mit „ausreichend“ bis „ungenügend“ (darunter auch die bekannteste Marke Red Bull als „mangelhaft“) bewertet. Bewertungskriterien waren bei dem Test nicht allein die Inhaltsstoffe und deren Verträglichkeit/Wirkung, sondern auch Warnhinweise für z. B. erhöhten Koffeingehalt und die Art der Verpackung. So gab es beispielsweise für Aludosen und PET-Flaschen Punkteabzug.

## Verkaufsbeschränkungen
Mit Stand November 2024 gilt in Ländern wie Polen und Lettland (18 J.), Estland (16 J.), Schweden und Norwegen (15 J) und Litauen (14 J.) ein gesetzliches Mindestalter für den Verkauf von Energydrinks. Die britische Regierung kündigte 2022 an, ebenfalls ein Mindestalter für Energydrinks einzuführen.
In Deutschland spricht sich neben Ärzten und einigen Verbraucherorganisationen auch das Bundesinstitut für Risikobewertung für ein Abgabeverbot an Minderjährige aus. In Österreich spricht sich das Gesundheitsministerium im November 2024 ebenfalls für ein Mindestalter aus; ein Verbot im Rahmen der Jugendschutzgesetze bedarf der Gesetzgebung auf Bundesländerebene.